# Europudding
Le terme d'Europudding, parfois orthographié Euro-pudding, mot-valise formé de l'apocope euro et pudding, désigne de manière péjorative une coproduction qui satisfait tous les pays producteurs sans cohérence artistique.

## Introduction

### Origines
Le premier usage du terme est assez contemporain car il remonterait aux années 1980, dans une critique du Guardian.
Pour certains, cela démarra avec l'initiative culturelle Télévision sans frontières (TSF), en 1989, qui prône la libre circulation des programmes télévisés mais avec un quota européen, ce qui oblige à la création d'europudding pour faire jouer la concurrence,,,. 
En France, l'une de ses premières utilisations remonterait à Serge Toubiana aux Cahiers du Cinéma en 1992.

### Utilisation
L'europudding désigne un film ou une série télévisée, produit et interprété par des personnes venant de différents pays européens, et qui manque de cohérence, nationalité et d'authenticité. Une grille de définition rassemble les principales caractéristiques récurrentes, mais pas systématiques : coproduction avec les institutions de l'Union européenne (Eurimages), présence de stars internationales prestigieuses de différents pays, même chose pour l'équipe technique, ainsi que l'usage de la langue anglaise qui assure un maximum d'universalité, et qui limite les frais de doublage. Le sujet est aussi défini dans cette logique, avec une forte résonance historique ou sociale et une péripétie internationale,. Ainis, Le Monde définit l'europudding comme « des coproductions qui faisaient parler l'italien à Burt Lancaster et l'anglais à Alain Delon ».
Cela fait référence au pudding, le plat qui rassemble différents ingrédients, dont certains sont très peu en adéquation, ce qui le rend parfois indigeste.
Le terme est péjoratif, ainsi il n'est employé que par les détracteurs du film ou de la série en question. Certains films sont bien accueillis et ne sont pas traités d'europudding, même s'ils en ont les caractéristiques, tels Melancholia de Lars von Trier ou Le Pianiste de Roman Polanski : des films anglophones, coproduits par plusieurs pays européens et disposant d'un casting international. Et pour les films non-anglophones, il existe aussi L'Auberge espagnole de Cédric Klapisch, Joyeux Noël de Christian Carion et De l'autre côté de Fatih Akin.
D'ailleurs, les créateurs de séries télévisées européennes, dans de nombreuses interviews, s'accordent sur la nécessité de la coproduction mais tout en évitant un effet europudding, synonyme d'échec artistique,,.

## Liste de films et de séries qualifiés d'europudding
Cette liste indique les films et les feuilletons télévisés ayant été qualifiés d'europudding par au moins un de leurs détracteurs. Les pays impliqués dans la coproduction sont indiqués. Cela n'est pas exhaustif dans le sens où certains films ayant les caractéristiques des europuddings n'en sont pas qualifiés malgré un accueil critique cinglant. Parmi la liste des films cités, seuls La Pianiste et The Lobster eurent une bonne réception critique générale. Et seuls La Pianiste, Napoléon et Résurrection sont non-anglophones.
- 1492 : Christophe Colomb de Ridley Scott[13] ( France /  Espagne /  Royaume-Uni)
- Le Bonhomme de neige de Tomas Alfredson[14] ( Royaume-Uni). La critique pointe le réalisateur suédois, l'action à Oslo et un casting composé d'acteurs Franco-Britannique, Suédo-Britannique, Germano-Islandais et quelques Américains.
- Capitaine Corelli de John Madden[15] ( Royaume-Uni /  France /  États-Unis)
- The Cut de Fatih Akin[16] ( Allemagne /  France /  Pologne /  Turquie /  Canada /  Italie)
- La Dernière Légion de Doug Lefler[17] ( États-Unis /  France /  Italie /  Royaume-Uni /  Slovaquie /  Tunisie)
- Euroflics[18] ( Allemagne /  Europe)
- Ferdydurke de Jerzy Skolimowski ( Pologne /  Royaume-Uni /  France)
- Grace de Monaco de Olivier Dahan[19] ( France /  États-Unis /  Belgique /  Italie /  Suisse)
- La Grande Catherine de Marvin J. Chomsky et John Goldsmith[20] ( Royaume-Uni)
- Intruders de Juan Carlos Fresnadillo[9] ( Espagne /  États-Unis)
- The Lobster de Yorgos Lanthimos[21] ( Grèce /  Royaume-Uni /  Pays-Bas /  Irlande /  France /  États-Unis)
- Napoléon de Yves Simoneau[22] ( France /  Canada /  Royaume-Uni /  Allemagne /  Italie /  Espagne /  Hongrie /  États-Unis[23])
- La Pianiste de Michael Haneke[24] ( Autriche /  France)
- La Putain du roi de Axel Corti[25] ( France /  Royaume-Uni /  Italie /  Allemagne)
- Résurrection des frères Taviani[26] ( Allemagne /  Italie /  France)
- The Search de Michel Hazanavicius[27] ( France)
- Transatlantique ( Allemagne[28]
- La Trêve de Francesco Rosi[29] ( Italie /  France /  Allemagne /  Suisse)
- Zero Theorem de Terry Gilliam[30] ( Royaume-Uni /  Roumanie /  France)